# Круглоголовка такирна
Круглоголовка такирна (Phrynocephalus helioscopus) — вид ящірок родини агамових (Agamidae). Один із 37 видів роду. Поширений переважно в Центральній Азії. Мешканець напівпустель, глинястих пустель та аридних передгір'їв. Описано 5 підвидів.

## Опис
Загальна довжина сягає 7 см. Хвіст відносно короткий, його довжина не перевищує довжину тіла. Самки трохи більші за самців. Має характерний профіль морди, верхня поверхня якої майже прямовисно переходить до губи, так що ніздрі не видно при розгляді зверху. Тулуб короткий, приплюснутий, верхня сторона тулуба вкрита різнорідними лусками. Спинна луска трохи більше бічної, іноді зі слабко виражені реберцями, окремі лусочки або їх групи на спині, боках і в основі хвоста зверху дещо збільшені і несуть на собі короткі шипики. З боків тіла вони розташовані в 3—4 поздовжніх рядки поверх невеликих горбків. На верхній поверхні шиї невелика, звичайно добре виражена поперечна складка шкіри. Четвертий палець задньої ноги вкрито знизу одним рядком підпальцевих пластинок, які несуть на собі 3—4 поздовжніх реберця. З боків третього і четвертого пальців задніх лап розташовуються поздовжні гребінці, утворені виступаючими краями шипуватий лусочок. Хвіст приплюснутий і широкий (у самців кілька роздутий) біля основи різко тоншає до кінця. 
Забарвлення верхньої сторони тіла дуже різноманітне і залежить від загального фону навколишнього середовища. На темних ґрунтах агами бурі або темно-сірі, тоді як на пісках і вапняних ґрунтах вони світло-сірого або попелястого кольору. Зазвичай з боків спини розташовуються витягнуті поперек коричневі, сірі або бурі плями з нерівними і розмитими обрисами, простір між якими зайнято дрібними темними цятками. На хребті між кожною парою плям залишаються світлі проміжки, які зливаються іноді в суцільне світла пляма. З боків шиї позаду голови розташовуються характерні овальні рожеві плями, облямовані блакитним або синім кольором. Блакитний і рожевий кольори при цьому можуть коливатися до синього і цегляно-оранжевого, яскравішого у самців. Черево брудно-білого кольору з мармуровим малюнком на шиї та горлі, який може з'являтися і зникати. Хвіст знизу зазвичай з нечіткими темними поперечними смугами, забарвлення задньої третини коливається в різних частинах ареалу — помаранчеве, блакитне або яскраво-червоне. У самців кінчик хвоста знизу червоний. 

## Поширення
Мешкає від Астраханської і південній частині Волгоградської областей Росії на заході через весь Казахстан і Середню Азію до північно-західної Монголії і північно-західного Китаю, зустрічається також у північно-східному Ірані.

## Спосіб життя
Віддає перевагу щільним ґрунтам із сильно розрідженим рослинним покривом: у кам'янистих і глинястих напівпустелях, на суглинках, різного роду такировидних ділянках і солончаках, рідше у дрібнобугристих і закріплених пісках, зустрічається у пониженнях між острівцями пісків із злаково-полиновою формацією, піщаною акацією, білим саксаулом та іншими чагарниками, а також на сільських дорогах, стежках, по сухих руслах, по околицях пухлого солончака. Активна вдень. Ховається у норах піщанок, тушканчиків, власних норах, які влаштовує у підніжжя чагарників. Зимові нори досягають глибини до 20 см. Виходить із зимівель від середини березня до другої половини квітня. Харчується комахами. 
Це яйцекладна ящірка. Парування відбувається з травня по кінець липня. У цей період самці часто піднімаються на узвишшя (кущики або невеликі камені). Час від часу такирські круглоголовки піднімають хвіст вертикально вгору, плавно згинаючи його у різних площинах. Ця поведінка відрізняється від типової в звичайному стані манери круглоголовок закручувати хвіст спіраллю або швидко піднімати і опускати його в частково закрученому стані. Самки починають відкладати яйця наприкінці квітня — у середині травня, завершуючи першу і другу кладки до кінця червня. У кладці від 2 до 8 яєць розміром 7—11 × 8,5—12,5 мм. Через 40 днів з'являються молоді агами розміром 4—4,2 см. 

## Систематика
Один із 37 видів роду круглоголовок (Phrynocephalus).
Станом на 2024 рік описано 5 підвидів:
- Phrynocephalus helioscopus helioscopus;
- Phrynocephalus helioscopus cameranoi;
- Phrynocephalus helioscopus sergeevi;
- Phrynocephalus helioscopus turcomanus;
- Phrynocephalus helioscopus varius.